# Qualifications européennes pour la Coupe du monde féminine T20 2021 de l'ICC
 (septembre 2021).
La mise en forme du texte ne suit pas les recommandations de Wikipédia : il faut le « wikifier ».
Les points d'amélioration suivants sont les cas les plus fréquents :
- Les titres sont pré-formatés par le logiciel. Ils ne sont ni en capitales, ni en gras.
- Le texte ne doit pas être écrit en capitales (les noms de famille non plus), ni en gras, ni en italique, ni en « petit »…
- Le gras n'est utilisé que pour surligner le titre de l'article dans l'introduction, une seule fois.
- L'italique est rarement utilisé : mots en langue étrangère, titres d'œuvres, noms de bateaux, etc.
- Les citations ne sont pas en italique mais en corps de texte normal. Elles sont entourées par des guillemets français : « et ».
- Les listes à puces sont à éviter, des paragraphes rédigés étant largement préférés. Les tableaux sont à réserver à la présentation de données structurées (résultats, etc.).
- Les appels de note de bas de page (petits chiffres en exposant, introduits par l'outil «  Source ») sont à placer entre la fin de phrase et le point final[comme ça].
- Les liens internes (vers d'autres articles de Wikipédia) sont à choisir avec parcimonie. Créez des liens vers des articles approfondissant le sujet. Les termes génériques sans rapport avec le sujet sont à éviter, ainsi que les répétitions de liens vers un même terme.
- Les liens externes sont à placer uniquement dans une section « Liens externes », à la fin de l'article. Ces liens sont à choisir avec parcimonie suivant les règles définies. Si un lien sert de source à l'article, son insertion dans le texte est à faire par les notes de bas de page.
- La présentation des références doit suivre les conventions bibliographiques. Il est recommandé d'utiliser les modèles {{Ouvrage}}, {{Chapitre}}, {{Article}}, {{Lien web}} et/ou {{Bibliographie}}. Le mode d'édition visuel peut mettre en forme automatiquement les références.
- Insérer une infobox (cadre d'informations à droite) n'est pas obligatoire pour parachever la mise en page.

Pour une aide détaillée, merci de consulter Aide:Wikification.
Si vous pensez que ces points ont été résolus, vous pouvez retirer ce bandeau et améliorer la mise en forme d'un autre article.
 (septembre 2021).

Les qualifications européennes pour la Coupe du monde féminine T20 2021 de l'ICC est un tournoi de cricket qui s'est déroulé en août 2021 en Espagne. Les matchs se sont déroulés sous le format Women's Twenty20 Internationals (WT20Is), la meilleure équipe progressant vers le tournoi ICC Women's World Twenty20 Qualifier 2022. Initialement prévu en Écosse, le tournoi a été déplacé à La Manga Club, en Espagne, en raison de la pandémie de COVID-19.
La France et la Turquie devaient toutes deux faire leurs débuts lors d'un événement féminin de l'ICC. Cependant, le 25 août 2021, le Conseil international de cricket (ICC) a confirmé que la Turquie avait été retirée du tournoi, dans l'incapacité d'obtenir l'autorisation de voyager du ministère des Sports turc.
Le jour de l'ouverture du tournoi, la joueuse de cricket néerlandaise Frederique Overdijk est devenue la première bowler, homme ou femme confondus, à remporter sept guichets dans un match T20I. L'Écosse a remporté le tournoi, remportant ses quatre matchs, et s'est qualifiée pour le tournoi Women's World Twenty20 Qualifier. L'Irlande a terminé à la deuxième place, après avoir battu les Pays -Bas lors de leur dernier match  , l'Irlandaise Eimear Richardson étant nommé joueuse du tournoi. L'Irlande peut encore se qualifier pour le tournoi Women's World Twenty20 Qualifier via la place disponible pour l'équipe non qualifiée la mieux classée.

## Équipes
Les équipes suivantes ont été sélectionnées pour le tournoi :
| France | Allemagne | Irlande | Pays-Bas | Écosse |
| --- | --- | --- | --- | --- |
| - Emmanuelle Brelivet (c) - Jennifer King (vc) - Lara Armas - Cindy Bretéché - Tara Britton - Alix Brodin - Maëlle Cargouët (wk) - Emma Chance - Théa Graham - Magali Marchello - Poppy McGeown - Tracy Rodriguez - Marie Violleau - Irma Vrignaud | - Anuradha Doddaballapur (c) - Emma Bargna - Milena Beresford - Anne Bierwisch - Stéphanie Frohnmayer - Christina Gough - Anna Healey - Bianca Loch - Suzanne McAnanama Brereton - Antonia Meyenborg - Janet Ronalds - Sharanya Sadarangani - Karthika Vijayaraghavan - Peris Wadenpohl | - Laura Delany (c) - Ava mise en conserve - Georgina Dempsey - Amy Chasseur - Shauna Kavanagh - Gaby Lewis - Louise Petite - Sophie Mac Mahon - Lara Maritz - Cara Murray - Léa Paul - Orla Prendergast - Eimear Richardson - Rebecca Stokell - Marie Waldron | - Heather Siegers (c) - Marloes Braat - Hannah Landheer - Babette de Leede - Caroline de Lange - Eva Lynch - Frédérique Overdijk - Robine Rijke - Juliet Post - Sièges d'argent - Annemijn Thomson - Isabel van der Woning - Miranda Veringmeier - Iris Zwilling | - Kathryn Bryce (c) - Sarah Bryce (vc) - Abbi Aitken Drummond - Priyanaz Chatterji - Catherine Fraser - Becky Glen - Samantha Haggo - Lorna Jack - Ailsa Lister - Abtaha Maqsood - Megan McColle - Katie McGill - Hannah Rainey - Charis Scott |

Le 23 août 2021, Shauna Kavanagh a été exclue de l'équipe irlandaise à la suite d'un test positif au COVID-19. Amy Hunter a été sélectionnée pour la remplacer.